# منتخب ماكاو لكرة قدم الصالات
منتخب ماكاو لكرة قدم الصالات  هو ممثل ماكاو الرسمي في المنافسات الدولية في كرة الصالات 
.